# Yolanda Kondonassis
Yolanda Kondonassis (né à Norman (Oklahoma) en 1963) est une harpiste américaine. Elle est considérée comme l'une plus grandes harpistes solo du monde et est aussi l'une des plus enregistrées,,,.

## Biographie
Kondonassis fréquente l'école secondaire à l'Académie des arts d'Interlochen (Michigan) et poursuit ses études au Cleveland Institute of Music, où elle obtient son bachelor et une maîtrise, en tant qu'élève d'Alice Chalifoux, première harpe solo de l'Orchestre de Cleveland et élève elle-même de Carlos Salzedo.
La liste des prix obtenu par Yolanda Kondonassis comprend les premiers prix du Concours des jeunes artistes du New York Philharmonic, deux prix pour les récitals en solo du National Endowment for the Arts, une nomination aux Grammy awards, le Prix des arts de Cleveland, le concours des jeunes artistes de l'association américaine de harpe, la médaille des jeunes artistes de l'Interlochen Arts Academy et le Distinguished Alumni Award du Cleveland Institute of Music .
La discographie de Kondonassis est publiée par les labels Telarc, Azica, Oberlin, Channel Classics, et Channel Classics et comporte 19 titres. Son album de 2008, composé de musiques de Takemitsu et Debussy, Air (Telarc), a été nommé pour un Grammy Award Depuis ses débuts à l'âge de 18 ans avec l'orchestre Philharmonique de New York et de la direction de Zubin Mehta, Kondonassis s'est produite comme soliste avec des orchestres tels que l'Orchestre de Cleveland, l'English Chamber Orchestra, l'Orchestre philharmonique de Hong Kong, l'Orchestre symphonique de Detroit, l'Orchestre Symphonique de Dallas, le San Diego Symphony, l'Orchestre de Chambre de Philadelphie, l'Orchestre Symphonique de Houston, l'Orquesta Sinfonica de Puerto Rico, le Phoenix Symphony, l'Orchestre Philharmonique de Buffalo, l'Odessa Philharmonic (Ukraine), le New World Symphony, et The Florida Orchestra. Elle a également joué au Carnegie Hall, au Avery Fisher Hall, au 92nd Street Y, et National Theater and Concert de Taiwan.
Kondonassis est également l'auteur d'ouvrage, compositrice et arrangeur. Elle écrit un livre de technique de l'instrument, On Playing the Harp [Sur l'interprétation de la Harpe, guide complet de technique et de méthodologie de la harpe] et les recueils The Yolanda Kondonassis Collection et The Yolanda Kondonassis Christmas Collection, publiés par Carl Fischer Musique. Son premier livre pour enfants, intitulé Our House is Round: A Kid’s Book About Why Protecting Our Earth Matters [Notre Maison est Ronde : Un mini-livre sur le pourquoi de la Protection de Notre Terre, a été publié en 2012 par Skyhorse Publishing a été salué comme« la parfaite introduction pour enfants des problèmes d'environnement » par l'Environmental Defense Fund. Les sommes provenant de plusieurs de ses projets sont donnés à des œuvres de protection de l'environnement. Elle est la fondatrice et directrice de Earth at Heart [Terre à cœur], une organisation à but non lucratif consacrée à l'alphabétisation et à l'inspiration à travers les arts.
Kondonassis dirige le département harpe, à l'Oberlin Conservatory of Music et au Cleveland Institute of Music. Elle a présenté des classes de maître à travers le monde. Elle joue un modèle de harpe Lyon & Healy Salzedo et elle est mariée à Michael Sachs, le trompettiste solo de l'Orchestre de Cleveland.

## Discographie
- 2015 - Together (Azica)
- 2013 - American Harp (Azica)
- 2013 - Ravel: Intimate Masterpieces (Oberlin)
- 2012 - Solo Harp: The Best of Yolanda Kondonassis (Azica)
- 2009 - Never Far Away: Music of Bright Sheng (Telarc)
- 2008 - Air (Telarc)
- 2007 - Salzedo's Harp (Telarc)
- 2006 - Breathe: The Relaxing Harp (Telarc)
- 2003 - Debussy's Harp (Telarc)
- 2003 - The Romantic Harp ; Music of Hovhaness (Telarc)
- 2002 - Music for a Perfect Day (Telarc)
- 2001 - Quietude (Telarc)[14]
- 1999 - Vivaldi: The Four Seasons (for Harp and Orchestra) (Telarc)
- 1998 - Pictures for a Floating World (Telarc)
- 1997 - Dream Season: The Christmas Harp (Telarc)
- 1996 - Sky Music (Telarc)
- 1994 - A New Baroque; Pictures of the Floating World (Telarc)
- 1993 - Scintillation (Telarc)